# 歡欣新單角介
歡欣新單角介（学名：Neomonoceratina delicata）为浪花介科新單角介屬下的一个种。